# Vigdis Hjorth
Pour les articles homonymes, voir Hjorth.
Vigdis Hjorth, née le 19 juillet 1959, est une romancière norvégienne.

## Biographie
Vigdis Hjorth grandit à Oslo et étudie la philosophie, la littérature et les sciences politiques. En 1983, elle publie son premier roman, le livre pour enfants Pelle-Ragnar i den gule gården pour lequel elle reçoit le premier prix du Norsk Kulturråd. Son premier livre destiné à un public adulte est Drama med Hilde (1987). Om nue, datant de 2001 est considérée comme son roman le plus important et un roman à clef.
Elle est condamnée à 30 jours de prison en 2009 pour « conduite sous l'emprise de l'alcool ou de la drogue », ce qu'elle considère comme un des événements les plus humiliants de sa vie. Elle voit les peines de prison comme un gaspillage de ressources humaines. Elle passe sa peine dans la prison de Sandefjord et raconte son histoire dans Trevde dager i Sandefjord en 2011.
Elle reçoit en 2014 le prix Amalie Skram (no), un prix monétaire de 25 000 couronnes norvégiennes, pour le « choix audacieux des thèmes de ses romans ».
En 2016, elle publie Arv og miljø, un roman sur une histoire d'héritage et sur le tabou familial de l'inceste. Une des enfants accuse, dans une série de mails, son père de l'avoir violentée sexuellement pendant l'enfance. Écrivant régulièrement des romans réalistes, s'inspirant de sa vie, elle déclenche une polémique dans son pays natal, les gens considérant que l'autrice accuse son propre père d'inceste,. Après sa publication, sa sœur réagit en déclarant que le livre viole la vie privée et qu'elle devrait avoir le droit de la poursuivre en justice. En janvier 2019, la famille de vigdis Hjorth annonce demander des indemnités de la part de la Den Nationale Scene, le théâtre de Bergen après la mise en scène de la pièce tirée du livre. Elle réclame 500 000 couronnes norvégiennes (soit environ 51 000 €) d'indemnité,.
Elle est la récipiendaire du Prix Dobloug norvégien en 2018.
Elle mentionne Dag Solstad, Bertolt Brecht et Louis-Ferdinand Céline comme ses influences littéraires importantes.

## Vie privée
Hjorth a trois enfants et vit à Asker.